# 박이희
박이희(朴利熙)는 대한민국의 탁구선수였다. 1978년 태국 방콕 아시안게임에서 복식 동메달을 획득하였다.

## 서훈
- 1982.9월 체육훈장 백마장